# Janusz Jurczak
Janusz Jurczak (ur. 5 lutego 1941 w Stryju) – polski chemik, profesor, nauczyciel akademicki.

## Życiorys
Urodził się w Stryju, później z rodziną przeprowadził się do Warszawy. W 1964 ukończył studia na Wydziale Chemicznym Politechniki Warszawskiej. W 1970 uzyskał stopień doktora nauk chemicznych w Instytucie Chemii Organicznej PAN. Odbył staż podoktorski w grupie profesora Vladimira Preloga w ETH Zurich. W 1979 habilitował się, w 1988 otrzymał tytuł profesorski. Zawodowo związany z Wydziałem Chemii Uniwersytetu Warszawskiego oraz Instytutem Chemii Organicznej PAN, w obu instytucjach doszedł do stanowiska profesora zwyczajnego. Wypromował ponad 80 doktorów. Autor ponad 350 publikacji naukowych, współtwórca 8 zgłoszeń patentowych.
W pracy naukowej specjalizuje się w zagadnieniach z zakresu chemii organicznej i supramolekularnej, w tym związanych z syntezą, asymetryczną katalizą i niekonwencjonalnymi metodami syntezy oraz procesami supramolekularnymi. Od 1991 członek korespondent, a od 2004 członek rzeczywisty Polskiej Akademii Nauk. Był członkiem prezydium PAN i przewodniczącym Wydziału III Nauk Matematycznych, Fizycznych i Chemicznych PAN (2007–2011), kierował radą naukową Instytutu Chemii Organicznej PAN (1993–2010). Uzyskał także członkostwo m.in. w Towarzystwie Naukowym Warszawskim. Członek Komitetu Chemii PAN, a także członek krajowy korespondent Wydziału III Nauk Ścisłych i Technicznych Polskiej Akademii Umiejętności.

## Odznaczenia i wyróżnienia
- Krzyż Komandorski Orderu Odrodzenia Polski (2011)[6]
- Krzyż Oficerski Orderu Odrodzenia Polski (2000)[7]
- Medal im. Stanisława Kostaneckiego (1989)[8]
- Medal im. Jędrzeja Śniadeckiego (2013)[8]
- Medal im. Wojciecha Świętosławskiego (2014)[9]
- Złoty Medal Uniwersytetu Gdańskiego „Doctrinae Sapientae Honestati” (2021)[10]
- tytuł doktora honoris causa Uniwersytetu im. Adama Mickiewicza w Poznaniu (2017)[11]
- tytuł doktora honoris causa Uniwersytetu Warszawskiego (2019)[12]
- Nagroda Prezesa Rady Ministrów (dwukrotnie)[12]
- Nagroda Naukowa im. Wojciecha Świętosławskiego[12]
- Nagroda Dydaktyczna im. Arkadiusza Piekary[12]
- Nagroda Ministerstwa Nauki i Szkolnictwa Wyższego za całokształt dorobku naukowego (2021)[13]